# Aphanes
Aphanes és un gènere de plantes amb flor de la família de les rosàcies.

## Particularitats
Algunes espècies que abans formaven part del gènere Alchemilla, han passat a esser classificades en el gènere Aphanes, com el peu de lleó Aphanes microcarpa (Boiss. et Reut.) Rothm., anomenat abans Alchemilla microcarpa Boiss. et Reut.
Gairebé totes les espècies del gènere Aphanes dels Països Catalans es coneixen amb el nom popular de peu de lleó.

## Taxonomia
Les espècies presents als Països Catalans són les següents:
Aphanes floribunda, A. cornucopoides, A. arvensis i A. microcarpa.
- Aphanes alata Steud.: Nomencl. Bot. 58. 1821.
- Aphanes andicola Rothm.: Bulletin of Miscellaneous Information Kew 1938: 269.
- Aphanes arvensis L.: Sp. Pl. 2: 123. 1753 (sin. = Alchemilla arvensis (L.) Scop.; sin. = Alchemilla occidentalis Nutt.) - peu de lleó
- Aphanes australiana (Rothm.) Rothm.: Bull. Misc. Inform., Kew 1932
- Aphanes australis Rydb.: N. Amer. Fl. 22: 380. 1908
- Aphanes bachiti (Hochst. ex Hauman i Balle) Rothm.: Repert. Spec. Nov. Regni Veg. 42: 172. 1937
- Aphanes berteroana Rothm.: Bull. Misc. Inform. Kew 1938: 269.
- Aphanes bonifaciensis (Buser) Holub: Preslia xlii. 94. 1970
- Aphanes canadensis (Rothm.) Rothm.: Repert. Spec. Nov. Regni Veg. 42: 172. 1937
- Aphanes cornucopioides Lag.: Gen. et Sp. Nov. 99. n. 7.
- Aphanes cotopaxiensis Romol. i Frost-Olsen: Nordic J. Bot. 16: 473, fig. 1996
- Aphanes cuneifolia Rydb.: N. Amer. Fl. 22: 380. 1908
- Aphanes delicatula Germà Sennen: Bol. Soc. Iber. 1928, xxvii. 35, in syn.
- Aphanes floribunda (Murb.) Rothm.: Repert. Spec. Nov. Regni Veg. 42: 172. 1937 - peu de lleó
- Aphanes inexspectata W.Lippert: Mitt. Bot. Staatssamml. München 20: 458 (1984).
- Aphanes looseri (Rothm.) Rothm.: Repert. Spec. Nov. Regni Veg. 42: 173. 1937
- Aphanes lusitanica P.Frost-Olsen: An. Jard. Bot. Madrid, 55(1): 195 (1997).
- Aphanes macrosepala Rydb.: N. Amer. Fl. 22: 380. 1908
- Aphanes maroccana Hylander i Rothm.: Svensk Bot. Tidskr. 1938, xxxii. 188.
- Aphanes microcarpa (Boiss. i Reut.) Rothm.: Repert. Spec.Nov.Regni Veg. 42:172. 1937 - peu de lleó
- Aphanes minutiflora (Aznav.) Holub: Preslia xlii. 94. 1970
- Aphanes monogyna Pieri: Ionios Anthol. iii. (1834) 694.
- Aphanes neglecta (Rothm.) Rothm.: Repert. Spec. Nov. Regni Veg. 42: 173. 1937
- Aphanes occidentalis Rydb.: N. Amer. Fl. 22: 380. 1908
- Aphanes orbiculata Pers.: Syn. Pl. 1: 150. 1805
- Aphanes parodii (I.M.Johnst.) Rothm.: Repert. Spec. Nov. Regni Veg. 42: 173. 1937
- Aphanes parvula P.Gutte: Wiss. Zeitschr. Karl-Marx-Univ. Leipzig, Mat.-Nat. 34(4): 455 (1985)
- Aphanes pentamera Rothm.: Kew Bull. 1938, 270.
- Aphanes pinnata Pers.: Syn. Pl. 1: 150. 1805
- Aphanes pumila Rothm.: Feddes Repert. Spec. Nov. Regni Veg. 58: 309. 1955
- Aphanes pusilla Pomel ex Batt. et Trab.: Fl. de l'Alger. (Dicot.) (1888) 309.
- Aphanes triloba Gilib.: Exerc. Phyt. ii. 430. 1792
- Aphanes tripartita Pers.: Syn. Pl. 1: 150. 1805
- Aphanes vulgaris Schur: Enum. Pl. Transsilv. 884. 1866